# Ångaren General Boy
Ångaren General Boy var ett passagerar- och fraktfartyg, som levererades 1861 av Motala Verkstad i Motala till Kinda Ångfartygs AB i Brokind för trafik på den nyöppnade första delen av farleden Kinda kanal mellan Åby säteri vid Åsunden till Labbenäs vid Stora Rängen. Ångslupen fick sitt namn efter Johan Fredrik Boy på Stavsäter, som var ordförande för det vattenregleringsföretag, som låg bakom denna första etapp av Kinda kanal.
General Boy levererades i delar på Göta Kanal till Berg och därifrån till Brokind landvägen, där hon efter montering sjösattes på sjön Järnlunden. År 1871 invigdes hela Kinda kanal till Linköping och Roxen, varefter fartyget 1872 trafikerade traden Horn-Linköping med passagerare. Från 1873 fungerade hon enbart reguljärt som pråmdragare.
Fartyget såldes 1878 till Karlshamn, där hon fraktade passagerare mellan Skogs hörna vid Ågatan och utflyktsmålen Väggaparken och Karlshamns kastell.
Omkring 1905 såldes General Boy till Båt AB Ekängen, Linköping och 1928 vidare till en köpare i Stockholm.